# 川勝広當
川勝 広當（かわかつ ひろまさ）は、江戸時代中期の旗本。秀氏流川勝家（本家）の6代当主。

## 生涯
宝永6年（1709年）、五井松平家当主（遠江国志都呂陣屋5500石）松平忠明の五男として江戸に生まれる。のちに川勝広豊の婿養子となった。実父の忠明は川勝家から五井松平家の養子となった人物（川勝広有の子）であり、広豊と広當は従兄弟の関係に当たる。
享保11年（1726年）4月5日、義父広豊の死去により家督（丹波内2,570石余）を継ぎ、同年8月7日に初めて将軍徳川吉宗に謁見した。
寛保2年（1742年）10月15日、使番となり、同年12月18日に布衣を着る事を許された。延享元年（1744年）5月6日、城引渡しに関する命を受け、備中国松山に赴き同年3月に国替えとなった板倉勝澄に公儀の命令を伝えた。延享3年（1746年）4月6日、使者の命を受け日光山に行ったが、これは甚だしく地震があったためである。同年7月21日に小普請組支配に変わった。宝暦5年（1755年）8月28日、甲府勤番支配に移り、同年11月15日に従五位下、近江守に叙任した。宝暦13年（1763年）12月15日、持筒頭となった。
明和6年（1769年）12月10日、職を辞して寄合に列した。安永4年（1775年）5月10日に隠居し、隠居料として蔵米300俵を給わった。当初迎えた婿養子の広顕が28歳で早世したため、同じく婿養子の広長が家督を継いだ。
寛政2年（1790年）2月17日、82歳で没した。